# Monitore
Il monitore era una speciale nave corazzata, adatta ad azioni nei fiumi o sotto costa, ma assolutamente inadatta per velocità e qualità nautiche come unità di squadra in mare aperto.

## Le origini

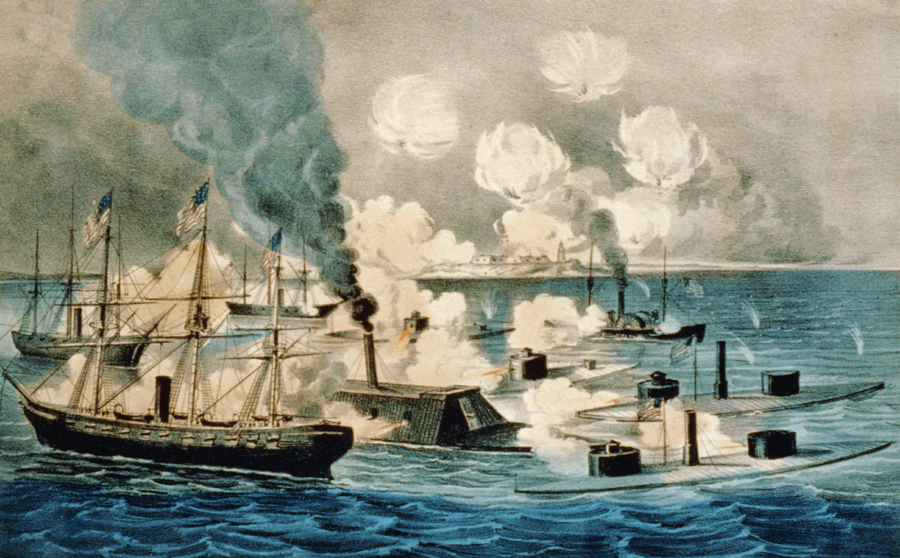
Esempio di navi monitore durante la Battaglia di Mobile Bay

Durante la Guerra civile americana, la marina militare dell'Unione - l'Union Navy -, molto più forte, bloccava gli Stati Confederati d'America i quali non disponevano che di poche navi mercantili armate in guerra.
Per liberarsi dal blocco, i Confederati dettero incarico al capitano Brookle di costruire una speciale nave corazzata. Questi impiegò lo scafo di una fregata nordista a vapore, la USS Merrimack, che era stata danneggiata in parte da un incendio e catturata allo scoppio delle ostilità. La rasò ad un metro di sopra dell'acqua e vi costruì sopra una grande casamatta, terminante a prora e a poppa con due facce inclinate dalle quali sporgevano due cannoni rigati da 19 cm. Aprì sui fianchi otto portelli per altrettanti obici Dahlgren da 24 cm e la coprì con lunghe piastre formate da rotaie, dello spessore dai 40 ai 68 cm. A prora e a poppa vi erano due vasti compartimenti che potevano essere allagati e così la nave si sommergeva fino al livello della casamatta. La nave così ristrutturata venne ribattezzata CSS Virginia.
Nello stesso periodo entrava in servizio presso la marina federale una nave del tutto speciale che prese il nome di USS Monitor. Questo bastimento ideato dall'ingegnere svedese Ericsson, era stato costruito in tre mesi: dislocava 1200 tonnellate, era lungo 40 metri e largo 11. Aveva l'opera morta elevata meno di un metro sul galleggiamento. I fianchi e la coperta erano corazzati con piastre di 18 cm di spessore. Portava al centro una sola torre, progettata dall'inventore americano Theodore Timby, alta 3 metri, del diametro di 6 metri e mezzo, girevole per 360 gradi e armata con due cannoni Dahlgren, da 38 cm. Aveva una macchina a vapore che gli imprimeva la velocità di 9 miglia orarie.
L'8 marzo 1862, mentre una divisione federale era ancorata nella rada di Hampton Roads, venne assalita dal Virginia, questa nave semi-sommersa che non faceva più di tre miglia all'ora. Attaccò con lo sperone uno sloop-of-war, il Cumberland, che colò a picco adagiandosi sul basso fondale; subito dopo distrusse la fregata Congress sparando palle arroventate. Le altre navi, per salvarsi, dovettero buttarsi in secca. Il Virginia, da solo, era riuscito così a distruggere una divisione di quattro bastimenti. Ritornò l'indomani nella stessa rada per distruggere le altre navi, ma non aveva ancora incominciato il combattimento, che si vide giungere addosso il Monitor, inviato nel frattempo dai Federali e si impegnò un duello che durò più di quattro ore. Alla fine il Monitor riuscì a colpire il Virginia alla linea di galleggiamento, aprendogli una grossa falla. Nello stesso tempo il Virginia feriva gravemente il comandante Worden del Monitor, ma, essendo l'acqua penetrata nello scafo e le macchine quasi inservibili, il Virginia dovette allontanarsi.
Ebbe così termine uno dei combattimenti più caratteristici della guerra di secessione americana e che segna definitivamente la fine delle navi da guerra in legno.

## Gli immediati successori
Il Monitor venne presto imitato da molte nazioni con maggiori dislocamenti, fino a quattromila tonnellate. Gli americani ne costruirono uno, il Miantonomak, che aveva la velocità di 12 miglia e che riuscì a fare la traversata dell'Atlantico. Gli Stati Uniti costruirono Monitori fino al 1901, gli ultimi dei quali arrivavano alla velocità di 14,5 miglia e furono armati con due cannoni da 305 e due da 254.
Anche la marina britannica fece degli esperimenti con navi a torre sul tipo della USS Monitor; mentre però questa era una nave costiera, e quindi lo scarso rendimento dei motori a vapore dell'epoca non costituiva un ostacolo, per la Royal Navy esisteva anche la necessità di vascelli oceanici che si affidassero alla propulsione a vela. Un esempio infelice di come le due cose vennero coniugate fu la HMS Captain del 1869, che venne costruita sotto le pressioni dell'opinione pubblica e contro il parere dell'Ammiragliato; varata ed accettata in servizio nonostante i difetti che comportavano una instabilità ed un basso bordo libero, affondò durante una burrasca al largo di Capo Finisterre.
Questo tipo di nave venne specialmente imitato dalla marina russa (es. Rusalka oppure Novgorod), ma cadde presto in disuso, poiché sostituito dalle navi guardacoste.

## L'impiego operativo

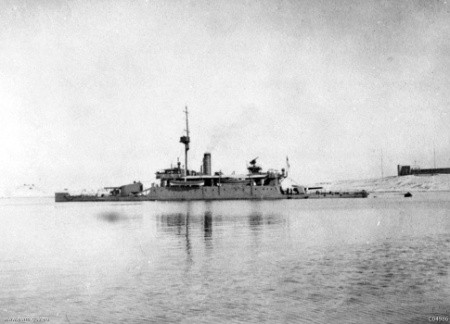
La britannica HMS Humber in Egitto

Appena scoppiata la prima guerra mondiale, la Gran Bretagna sentì la necessità di approntare monitori per agire contro le coste delle Fiandre, e per proteggere dal mare il fianco dell'esercito operante in Francia. Le coste delle Fiandre sono molto basse ed è necessario impiegare navi con basso pescaggio per farle avvicinare alla terra.
Dalla metà del 1914 a quella del 1915, la Gran Bretagna costruì sei monitori armati ciascuno con due cannoni da 305 in torre, e due o quattro cannoni da 152, nonché due cannoni di piccolo calibro antiaereo. Avevano il dislocamento di 6600 tonnellate ed una velocità di circa sette miglia. Vennero subito impiegati contro la costa nemica. Pescavano circa tre metri e mezzo e servivano per la difesa di Calais dal blocco nemico e per la difesa delle bocche del Tamigi.

### I raid navali britannici
Uno di questi monitori si ancorava tutte le notti in mare all'aperto a 14 miglia da Ostenda. Questi monitori non furono mai disturbati dalle navi tedesche, malgrado la loro vicinanza al porto nemico. Le loro principali azioni furono i bombardamenti di Zeebrugge, Middelckerche, Wuestende e Ostenda, allo scopo di disturbare e distruggere le basi nemiche dei sommergibili che erano in queste località. I tedeschi per difesa impiantarono sulla costa due batterie da 280 mm. che si chiamarono Guglielmo II e Tirpitz.
Alla metà del 1915 entrarono in servizio altri due monitori più grandi dei precedenti, armati con due cannoni da 381 e quattro da 152, nonché due antiaerei. Avevano il dislocamento di circa 7000 tonnellate e la velocità di sei miglia e mezzo. Furono subito impiegati a rinforzo dei precedenti, e per controbattere le artiglierie tedesche. Avevano una gittata di circa ventiquattromila metri, in confronto dei diecimilacinquecento metri dei precedenti. Con essi si dovette impiegare l'osservazione del tiro mediante gli aeroplani.
Nel maggio e giugno del 1916 entrarono in servizio altre due unità simili alle precedenti ed armate identicamente. Avevano però un dislocamento maggiore, di ottomila tonnellate, ed una velocità di circa quattordici miglia.
Per la protezione ravvicinata si impiegarono altri monitori di dimensioni più piccole. Avevano una velocità di circa nove miglia e pescavano soltanto metri 1,80. Dapprima furono armati con cannoni da 234 corti, ma poi questi cannoni vennero sostituiti, per ragioni di stabilità, con altri da 152. Molto numerose furono le operazioni di questi monitori contro la costa belga nella seconda meta del 1916 e nella prima metà del 1917. Con essi gli inglesi appoggiarono le operazioni terrestri, in seguito alle quali i tedeschi dovettero abbandonare definitivamente Ostenda come basi dei sommergibili. Corsero però ai ripari contrastando le azioni del monitori. Uno di questi, l'Erebus, venne colpito al centro da un brulotto comandato a distanza elettricamente. Un altro, il Terror, fu silurato con tempo nebbioso da un cacciatorpediniere. Le due navi rimasero gravemente danneggiate, ma non andarono a picco. Da quel momento i bombardamenti della costa belga cessarono quasi del tutto e l'ammiraglio britannico decise di attaccare la base di Zeebrugge con navi di superficie.

## L'uso della Regia Marina Italiana

### Prima guerra mondiale
Anche la Regia Marina sentì la necessità di impiegare i monitori, per appoggiare l'ala destra dell'esercito operante nella prima guerra mondiale. La natura paludosa della costa del basso Isonzo, richiedeva l'impiego di navi di poco pescaggio. Furono allestiti così nel 1915 quattro monitori che presero il nome di Bianchini, Padus, Masotto e Carso. I primi tre erano armati con un cannone da 190/45, il quarto aveva due cannoni da 190/45. Furono impiegati nelle paludi di Grado come estrema ala delle batterie terrestri. Poco dopo ne vennero costruiti altri due, che presero il nome di Folgore e Saetta, armati con cannoni da 120/50 Mod. 1909. Entrò pure in servizio il pontone armato Robusto che aveva due cannoni da 203/45 Mod. 1897.
Manifestata chiara l'utilità di queste navi ne furono approntate nel 1916 altre quattro, armate con cannoni da 305/46 Mod. 1909 e che portavano i nomi di Valente, Monfalcone, Cucco, Vodice. L'opera di queste navi fu molto efficace nel basso Isonzo durante le avanzate del Carso.
Al principio del 1917 entrarono in servizio due grossi monitori, sul tipo di quelli inglesi, armati ciascuno con due cannoni da 381/40 Mod. 1914 in torre e quattro da 76/40 Mod. 1916 R.M. antiaerei. Essi avevano un dislocamento di circa quattromila tonnellate ed una velocità oraria di sette miglia. Si chiamarono Faà di Bruno e Alfredo Cappellini. Servirono per i bombardamenti contro le linee nemiche, dapprima sul basso Isonzo, e poi sul basso Piave sino alla fine della guerra.
Dopo la guerra, tutti vennero smontati, a eccezione dei due ultimi. Ma il Cappellini nel raggiungere Ancona, veniva sorpreso in mare Adriatico da un violento fortunale, e, date le sue deboli qualità nautiche, si capovolse ed affondò con la perdita della stragrande maggioranza dell'equipaggio. Il Faà di Bruno invece riuscì ad entrare nel Tirreno.
Nel 1918 era stata iniziata la costruzione di altri quattro monitori armati ciascuno con due cannoni da 381 in torre, alla stipulazione della pace non erano però ancora ultimati e fu deciso di non portarli a termine.

### Seconda guerra mondiale
All'inizio del secondo conflitto mondiale la Regia Marina schierava:
| Nome   | Armamento principale          | Armamento secondario/antiaereo |
| ------ | ----------------------------- | ------------------------------ |
| GM 191 | 1 × 305/42                    | 2 × 76/40 Mod. 1916 R.M.       |
| GM 192 | 1 × 305/42                    | 2 × 76/40 Mod. 1916 R.M.       |
| GM 194 | 1 × 381/40                    | 2 × 76/40 Mod. 1916 R.M.       |
| GM 216 | 4 × 190/45 (due torri binate) | 1 × 76/40 Mod. 1916 R.M        |
| GM 269 | 2 × 190/39 Mod. 1904          | 1 × 76/40 Mod. 1916 R.M.       |
| GM 239 | 2 × 149/47                    | 1 × 76/40 Mod. 1916 R.M.       |
| GM 240 | 2 × 149/47                    | 1 × 76/40 Mod. 1916 R.M.       |
| GM 204 |                               | 4 × 76/40 Mod. 1916 R.M.       |
| GM 217 |                               | 4 × 76/40 Mod. 1916 R.M.       |
| GM 218 |                               | 4 × 76/40 Mod. 1916 R.M.       |
| GM 219 |                               | 4 × 76/40 Mod. 1916 R.M.       |
| GM 220 |                               | 4 × 76/40 Mod. 1916 R.M.       |